# Steamboy
Steamboy (スチームボーイ, Suchīmubōi) és una pel·lícula japonesa d'animació realitzada el 2004 dirigida per Katsuhiro Otomo. Steamboy és una de les pel·lícules japoneses d'animació més cares fins a l'actualitat. A més es va produir durant 10 anys utilitzant més de 180.000 dibuixos.

## Argument
L'any 1863, en un fictici i alternatiu segle xix a Europa un enorme desenvolupament de tecnologies de màquines de vapor, el científic Lloyd Steam i el seu fill Edward han descobert aigua mineral pura i ells creuen que podrà ser utilitzada com la font d'energia definitiva per als motors de vapor.